# Лазиська (Лодзинське воєводство)
Лазиська (пол. Łaziska) — село в Польщі, у гміні Длутув Паб'яницького повіту Лодзинського воєводства.
Населення — 118 осіб (2011).
У 1975-1998 роках село належало до Пйотрковського воєводства.

## Демографія
Демографічна структура станом на 31 березня 2011 року:
|          | Загалом | Допрацездатний вік | Працездатний вік | Постпрацездатний вік |
| -------- | ------- | ------------------ | ---------------- | -------------------- |
| Чоловіки | 61      | 8                  | 45               | 8                    |
| Жінки    | 57      | 6                  | 33               | 18                   |
| Разом    | 118     | 14                 | 78               | 26                   |